# Ewige Rente

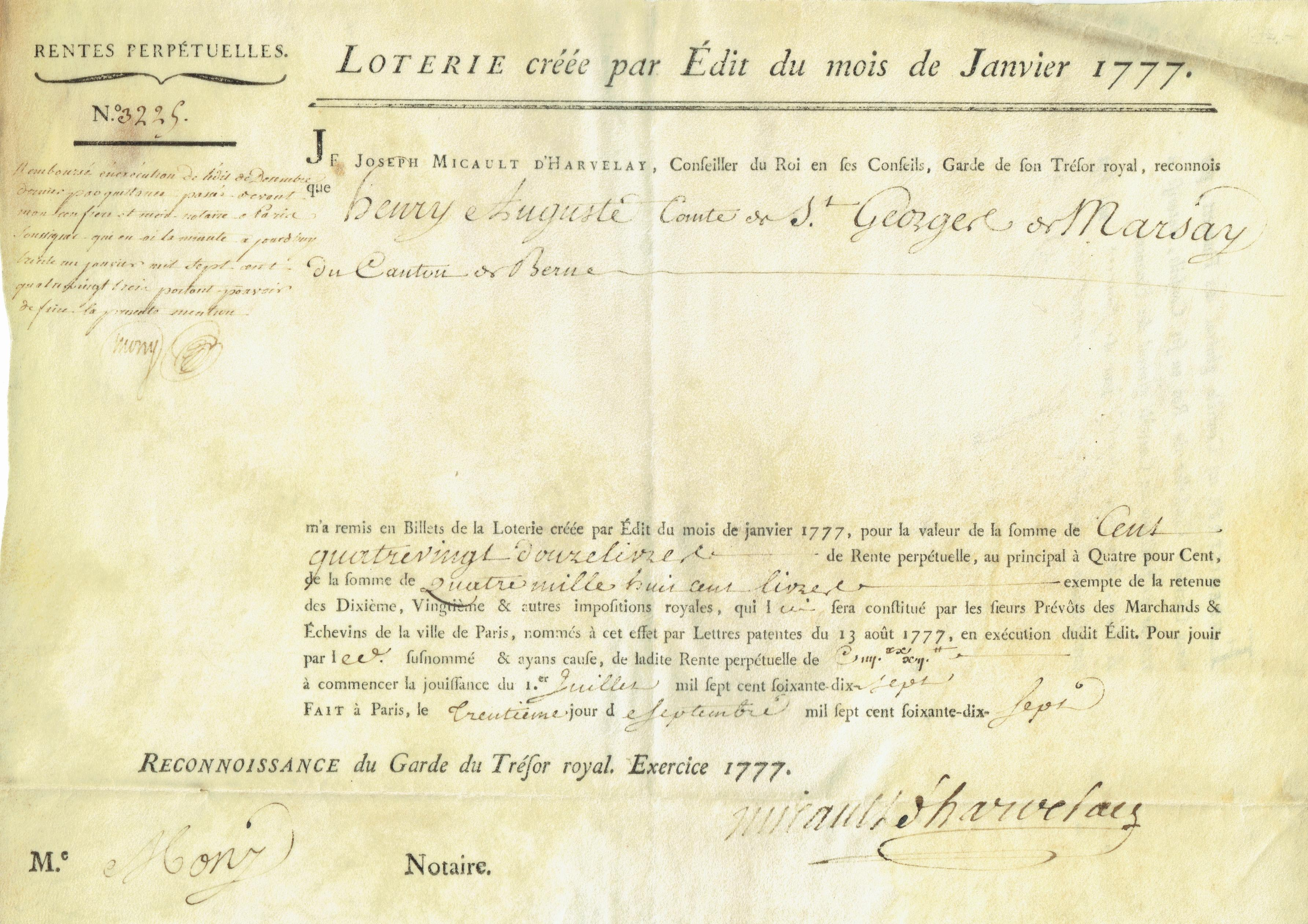
Ewige Rente von 1777, herausgegeben von Joseph Micault d'Harvelay als Wächter des königlichen französischen Finanzministeriums

Eine ewige Rente (auch Perpetuität) bezeichnet im Finanzwesen eine Rente, die zeitlich unbegrenzt (also prinzipiell „ewig“) ausbezahlt wird. Ewige Renten waren historisch in Form von „ewigen Anleihen“ (engl. perpetuity) verbreitet, da das Konzept eines Fälligkeitsdatums noch nicht bekannt war und die Inhaber einer Anleihe somit prinzipiell zeitlich unbegrenzt Zinszahlungen erhielten. Ein Beispiel stellt die 1648 ausgegebene Anleihe der niederländischen Hoogheemraadschap van de Lekdijk Bovendams dar, die auch im 21. Jahrhundert noch Zinszahlungen erbringt. In der modernen Finanzwelt kommen ewige Renten nur noch selten vor.
In der Finanzmathematik ist eine ewige Rente abstrakt definiert als eine Folge unendlich vieler Zahlungen. Damit lassen sich insbesondere ewige Anleihen als ewige Renten auffassen, jedoch können auch andere Finanzinstrumente und Konstrukte mit „sehr langen“ Laufzeiten als ewige Renten modelliert werden. Darüber hinaus sind ewige Renten häufig nützliche theoretische Konstruktionen, die viele Rechnungen vereinfachen und charakteristische Eigenschaften von Geldanlagen bzw. Finanzprodukten verdeutlichen. Der Artikel fokussiert im Weiteren auf ewige Renten im Sinne der Finanzmathematik.

## Konstante ewige Rente
Der Barwert einer ewigen Rente hängt vom zugrunde liegenden Zinsmodell ab. Im einfachsten Fall geht man von einem konstanten Periodenzins {\displaystyle i>0} und einer konstanten periodischen Rentenzahlung (meist jährlich) aus.

### Barwert
Der Barwert der nachschüssigen ewigen Rente mit jährlichen Zahlungen in Höhe {\displaystyle R} beträgt
{\displaystyle BW={\frac {R}{i}}}.
Hieraus erhält man den Barwert der vorschüssigen ewigen Rente, indem man den nachschüssigen Barwert um ein Jahr diskontiert.

### Herleitung
Der Barwert einer ewigen Rente der Höhe {\displaystyle R} ist das Kapital {\displaystyle K_{0}}, das „heute“ zur Verfügung stehen muss, um gegebenem Anlagezins {\displaystyle i} alle zukünftigen Rentenzahlungen bedienen zu können. Wird ein Betrag von {\displaystyle K_{0}} angelegt, so können ewig am Jahresende Zinsen in Höhe von {\displaystyle K_{0}\cdot i} abgehoben werden, ohne die Ertragskraft des Kapitals zu schmälern. Möchte man also am Ende des Jahres einen Betrag von {\displaystyle R} abheben, so muss {\displaystyle K_{0}\cdot i=R} gelten, woraus man durch einfaches Umstellen die obige Barwertgleichung erhält.

### Anwendungsbeispiele
Das finanzmathematische Modell der ewigen Rente lässt sich in vielfältigen Kontexten anwenden.

#### Stiftungen
Stiftungen sind auf Dauer angelegte Einrichtungen, die sich über die Kapitalerträgen aus dem Stiftungsvermögen sowie Spenden und Zuschüsse finanzieren. Sieht man von Spenden und Zuschüssen ab, so lassen sich die Finanzflüsse von Stiftungen mithilfe einer ewigen Rente modellieren. Beträgt das Stiftungsvermögen {\displaystyle K} und legt man einen konstanten Kalkulationszinssatz {\displaystyle i} zugrunde, so erzielt die Stiftung jährliche Einnahmen in Höhe von {\displaystyle R=K\cdot i}. Nur diese Kapitalerträge kommen den Destinatären zugute, so dass das Stiftungsvermögen unberührt und somit auf Dauer erhalten bleibt.

#### Maklerformel
Eine naheliegende Bewertung einer Immobilie besteht darin, den Wert in Höhe der erwarteten diskontierten Nettomieteinnahmen anzusetzen. Da Immobilien langlebige Objekte sind, lässt sich der Strom der Mieteinnahmen in guter Näherung als ewige Rente auffassen. Geht man von einem erwarteten jährlichen Nettomietertrag {\displaystyle E} (Kaltmiete minus Instandhaltungsaufwand, Steuern etc.) und einem konstanten Kalkulationszinssatz {\displaystyle i} aus, so beträgt der Barwert der Nettomieteinnahmen {\displaystyle E/i}. Dies führt zur Bewertungsformel
{\displaystyle K={\frac {E}{i}}},
die auch als Maklerformel bezeichnet wird. Die Maklerformel kann auch zur Entscheidungsfindung „Vermieten oder Verkaufen“ herangezogen werden: Lässt sich auf dem Immobilienmarkt ein Verkaufspreis in Höhe von {\displaystyle K} erzielen (gibt es etwa einen Käufer, der bereit ist, diesen Preis zu zahlen) und rechnet der Makler mit konstanten Mieteinnahmen in Höhe von {\displaystyle E}, so ist die Vermietung vorteilhaft, wenn {\textstyle K<E/i} ist.

#### Bewertung von Aktien
Ein einfaches Modell zur Bewertung von Aktien besteht darin, für den Wert einer Aktie den Barwert der zukünftigen Dividendenzahlungen {\displaystyle D_{k}} anzusetzen (Discounted Cash-Flow). Da die zukünftigen Dividendenzahlungen ungewiss sind, müssen hierbei Erwartungen gebildet werden. Geht man im einfachsten Fall von konstanten jährlichen Dividenden in Höhe von {\displaystyle D} und einem konstanten Periodenzins von {\displaystyle i} aus, so beträgt der Wert der Aktie
{\displaystyle P={\frac {D}{i}}}.

## Geometrisch steigende/fallende ewige Rente
Dem Konzept einer ewig steigenden Rente liegt die Überlegung der Wertsicherung der periodischen Zinszahlungen bei Inflation zugrunde. Die nominale Rente wächst dabei mit einer konstanten periodischen Wachstumsrate {\displaystyle g} (growth rate) mit {\displaystyle g<i}. Zu beachten ist hierbei, dass die Wachstumsrate auch ein negatives Vorzeichen haben kann. In diesem Fall handelt es sich um eine geometrisch fallende Rente.

### Barwert
Der Barwert einer solchen ewig steigenden (nachschüssigen) Rente lautet
{\displaystyle BW={\frac {R}{i-g}}\quad (i>g)}.

### Anwendungsbeispiele

#### Endlagerung von radioaktivem Abfall
Ein typisches Anwendungsbeispiel findet sich in der Endlagerung von radioaktivem Abfall. Hier laufen jährlich Kosten an, die bis in alle Ewigkeit bezahlt werden müssen. Jedoch muss die Inflationsrate berücksichtigt werden. Also definiert man eine möglichst realistische Wachstumsrate (z. B. 3 %) und kann nun den notwendigen Kapitalstock berechnen, den man benötigt, um alle in der Zukunft liegenden Zahlungen, die sich jährlich um die Inflationsrate – in der Formel durch {\displaystyle g} repräsentiert – erhöhen, abdecken zu können.

#### Bewertung von Aktien
Ein weiteres Beispiel ist die Bewertung einer Aktie mithilfe des Discounted Cash-Flow-Ansatzes unter der Annahme, dass die Dividendzahlungen von Jahr zu Jahr um den gleichen Prozentsatz wachsen (Gordon-Growth-Modell).